# Первая Малая
Первая Малая — деревня в Харовском районе Вологодской области.
Входит в состав Разинского сельского поселения, с точки зрения административно-территориального деления — в Разинский сельсовет.
Расстояние по автодороге до районного центра Харовска — 36 км, до центра муниципального образования Горы — 1 км. Ближайшие населённые пункты — Токарево, Лапиха, Костино, Пундуга, Бурдуковская.
По данным переписи в 2002 году постоянного населения не было.